# Zosteràcies
Zosteràcia, Zosteràcies o Zosteraceae, és una família monocotiledònia de plantes amb flors. Són plantes herbàcies perennes que creixen en aigües costaneres sota clima temperat o subtropical. La majoria creixen submergits. La família consta de dos o tres gèneres amb un total de 12 espècies de plantes marines. Una espècie que es pot trobar a les nostres terres és l'algueró (zostera nana) que viu als fons marins litorals.